# Sant'Andrea dei Lagni
Sant'Andrea dei Lagni è una frazione di Santa Maria Capua Vetere, in provincia di Caserta. Il nucleo abitativo si sviluppa a sud del capoluogo comunale, attorno alla parrocchia di sant'Andrea Apostolo, appartenente alla diocesi capuana.

## Origine del nome
La denominazione "dei Lagni" deriva dalla presenza in passato di cosiddetti lagni: vasche piene d'acqua nelle quali venivano macerate canapa e lino. L'acqua ristagnante di queste vasche aveva un odore sgradevole che poteva essere sentito da chiunque passasse nella zona.
Di ciò se ne può trovare testimonianza in vari testi:
- Lorenzo Giustiniani in Dizionario geografico-ragionato del regno di Napoli (1804)[4] riporta:

- Giuseppe Maria Alfano in Istorica descrizione del regno di Napoli diviso in dodici provincie (1798)[5] riporta:

- l'allora vescovo di Sessa Aurunca Francesco Granata in Storia sacra della chiesa metropolitana di Capua (1766)[6] riporta:

Il nome lagno adottato per queste vasche deriva dal fiume Clanio dal quale traevano l'acqua attraverso opportune canalizzazioni.
I lagni, oggi non più esistenti, potevano essere pubblici o privati. Uno fra i maggiori lagni pubblici si trovava presso lo svincolo tra Capua ed Aversa, dove oggi sorge il carcere di Santa Maria Capua Vetere.
Secondo diversi studiosi locali la scelta dell'apostolo Andrea per il nome della chiesa deriva invece da un aneddoto di seguito riportato.
Pietro, uno dei dodici apostoli di Gesù nonché primo papa della Chiesa cattolica, durante il suo cammino verso Roma, un giorno si fermò nell'allora Capua, oggi Santa Maria Capua Vetere.

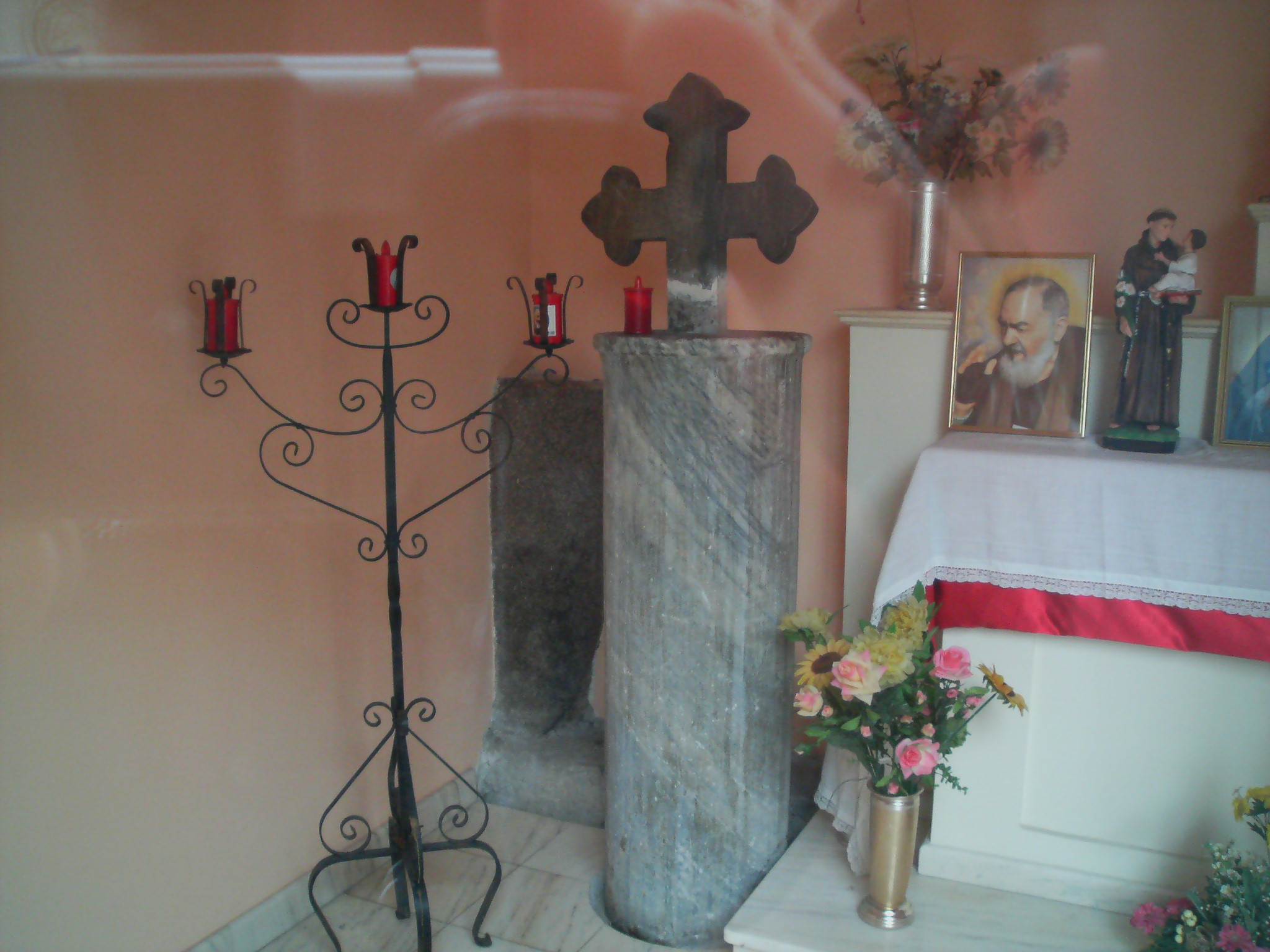
Fig. 1. La colonna dove San Pietro si sarebbe appoggiato

Egli avrebbe parlato agli abitanti di tutti gli apostoli ma in particolare di suo fratello, Andrea, che lo fece per primo incontrare con Gesù. Il racconto avrebbe suscitato devozione negli ascoltatori che, udita successivamente la notizia del martirio di Pietro a Roma e di Andrea a Patrasso, erissero in loro onore la chiesa di San Pietro in Corpo e la suddetta chiesa di Sant'Andrea Apostolo, da cui la prima parte del nome del rione.
Nel luogo dove si fermò San Pietro, all'incrocio formato dalle strade di Via Avezzana, Via Mazzocchi e Via Napoli, ancora oggi in una piccola cappella è possibile vedere una colonna di pietra dove egli si sarebbe appoggiato (Fig.1).

## La chiesa
Le prime notizie riguardo alla chiesa di Sant'Andrea Apostolo risalgono al 1570, quando iniziarono ad essere annotati i battesimi sui registri parrocchiali, ma l'attuale fabbricato risale al 1630. Si legge dagli archivi diocesani che nel 1726 l'allora arcivescovo di Capua, il cardinale Niccolò Caracciolo, in occasione di una visita pastorale disse:
La facciata della chiesa (Fig.2), restaurata nel 1993, è di stile neoclassico. Il campanile è realizzato in muratura. All'interno la chiesa presenta un'unica navata con copertura a volta.
Al suo interno è possibile trovare oggetti di interesse storico come:
- il dipinto su muro della Madonna della Stella, di stile orientale, risalente al XV secolo;[9]
- la statua di Sant'Andrea, fatta tutta in legno con le rifiniture esterne in cartapesta, realizzata probabilmente tra il XVII e il XVIII secolo.

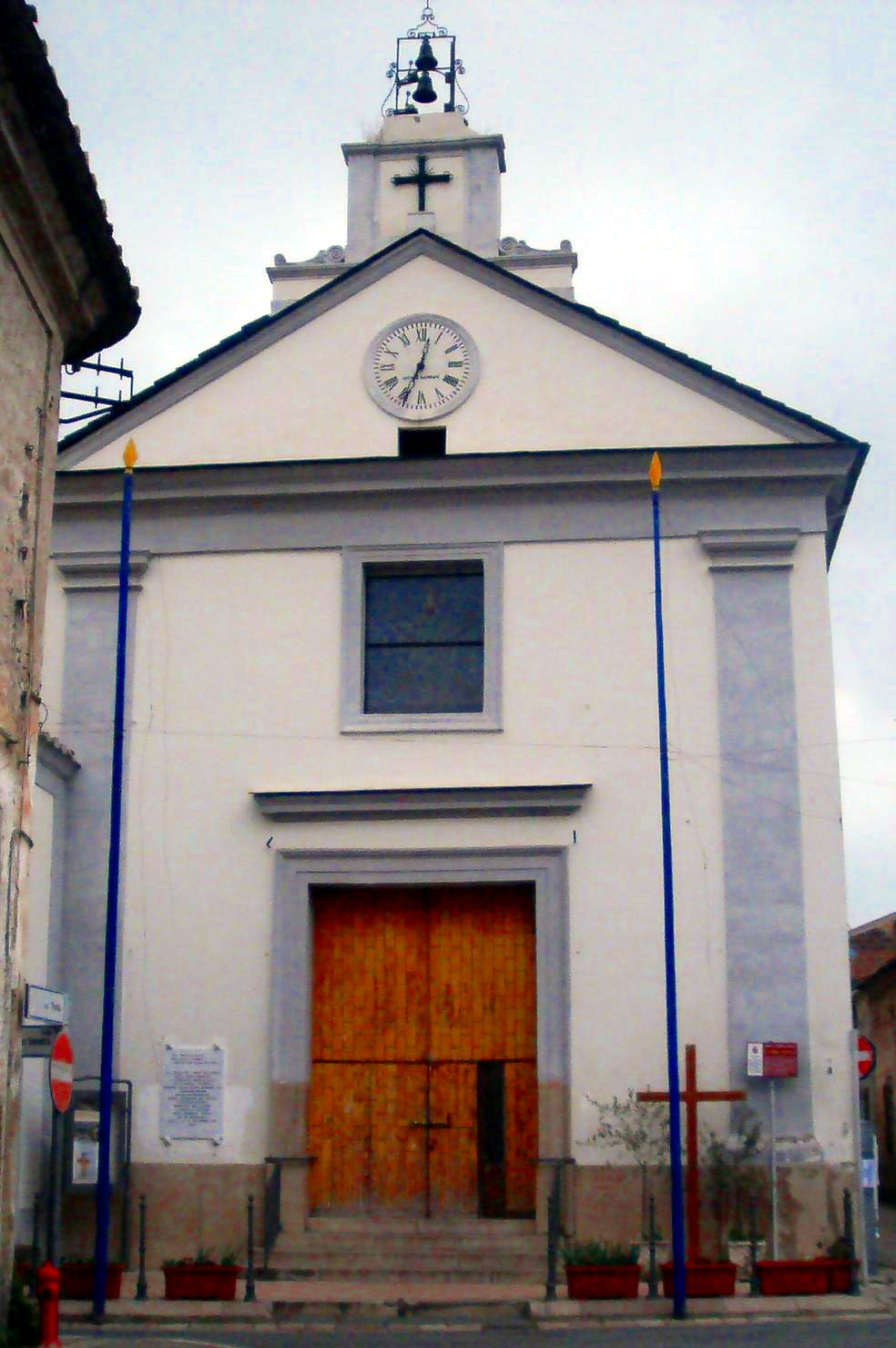
Fig. 2. La facciata della chiesa
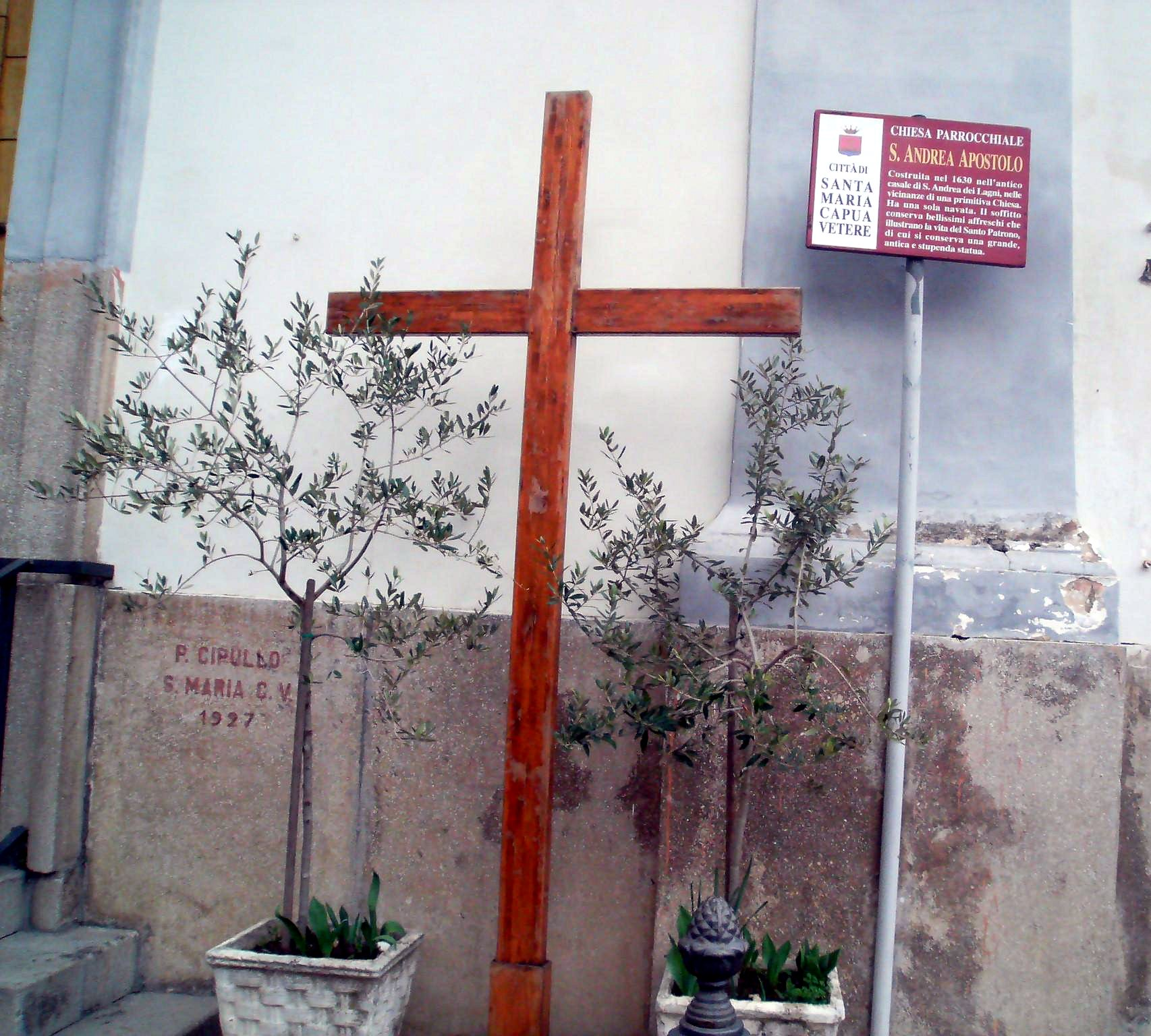
Fig. 3. All'esterno della chiesa

## Storia
Le prime notizie sul casale risalgono al 19 luglio 1512.
Antichi manoscritti presenti nell'archivio diocesano forniscono interessanti informazioni riguardo all'andamento e alle statistiche demografiche del rione nel corso della storia.

### Andamento demografico 1673 - 1942

Andamento demografico del rione tra gli anni 1673 e 1942

### Cognomi nel 1673
Secondo i manoscritti, nel 1673 il numero di abitanti era di 321 ed i loro cognomi erano:
- Cantiello
- Cosenza
- Cipullo
- della Valle
- Ricciardi
- Zito
- Ciccione
- Principe
- Pellegrino

- Peccerillo
- Maiorano
- de Felice
- de Simone
- Merola Felaco
- Cappabianca
- Spinello
- de Angeli
- de Bernardo

- Raguccio
- de Monaco
- Galluccio
- Palmieri
- de Martino
- de Petrillo
- Pratella
- Mincione
- Menecillo Gaudiano

Tra questi i più diffusi erano
- Cantiello
- Cosenza
- Cipullo

ed in misura minore
- Spinello
- Pellegrino
- Peccerillo

### Età della popolazione nel 1673
Dai dati emerge inoltre una popolazione molto giovane infatti:
- il 28% degli abitanti aveva un'età compresa tra 1 e 10 anni;
- il 22% tra 21 e 30 anni;
- il 21% tra 11 e 20 anni;
- il 9% tra 31 e 40 anni;
- l'8% tra 41 e 50 anni;
- il 6% tra 51 e 60 anni;
- il 6% da 61 anni in su.

## Sport

### Pallavolo
- Andreolana Volley

### Calcio a cinque
- Andreolana calcio a 5

## Infrastrutture e trasporti
La frazione, dal 1913 al 1976, era servita dalla stazione di Sant'Andrea dei Lagni della ferrovia Alifana, il cui fabbricato viaggiatori è tuttora visibile.